# محوطه خرگووشان ۳
محوطه خرگووشان ۳ مربوط به دوره اشکانیان است و در شهرستان سرباز، بخش آشار، ۱ کیلومتری شمال شرق شهر آشار واقع شده و این اثر در تاریخ ۳۰ بهمن ۱۳۸۶ با شمارهٔ ثبت ۲۱۱۴۷ به‌عنوان یکی از آثار ملی ایران به ثبت رسیده است.